# Ted Kitchel
Pour les articles homonymes, voir Kitchel.
Ted Kitchel, né le 2 novembre 1959, dans le Comté d'Howard, dans l'Indiana, est un joueur américain de basket-ball. Il évolue durant sa carrière au poste d'ailier fort.

## Palmarès
- Finaliste du championnat du monde 1982
- Champion NCAA 1981
- NIT 1979
- First team All-Big Ten Conference (1982, 1983)